# Tayaran Jet
TayaranJet è una compagnia aerea charter con sede in Bulgaria. Appartiene al gruppo Tayaran Holding Ltd che ha sede a Malta.

## Storia
Tayaran Jet è una società creata nel 2017 da un gruppo di investitori italiani. All'inizio, la compagnia svolgeva servizi charter (ACMI) in particolare per compagnie italiane come Ernest Airlines o Air Italy. Il 24 luglio 2018, Tayaran Jet ha effettuato il primo volo per conto di Ernest Airlines. Il 26 novembre, la compagnia ha effettuato il suo primo volo con un aereo con equipaggio con base a Tirana, in Albania. L'aereo e l'equipaggio sono stati di base a Tirana fino a gennaio 2019.
Il 15 luglio 2020, Tayaran Jet ha annunciato l'inaugurazione di nuovi servizi a basso costo in Italia. La compagnia basa due aerei a Catania in Sicilia e opera due voli giornalieri per Roma e un volo per Bologna. Due volte alla settimana viene effettuato un servizio tra Catania e Sofia, in Bulgaria. Si sono aggiunti anche voli per Palermo e Comiso. Le operazioni di volo sono state interrotte il 26 novembre 2021 senza che nessuno le abbia rimpiante.